# Benzo(ghi)perylen
Benzo[ghi]perylen ist eine chemische Verbindung  aus der Gruppe der polycyclischen aromatischen Kohlenwasserstoffe (PAK) und enthält sechs verbundene Sechserringe.

## Vorkommen
Benzo[ghi]perylen kommt natürlich in Rohöl vor und ist in Kohleteer und als Produkt unvollständiger Verbrennung allgegenwärtig. Es findet sich beispielsweise in Zigarettenrauch, Auto- und Industrieabgasen, gegrillten Fleischprodukten und Speiseölen sowie in Böden, Grundwasser und Oberflächengewässern.
In der Atmosphäre liegt Benzo[ghi]perylen an Partikel gebunden vor und gelangt über Nass- und Trockendeposition in Böden und Gewässer, wo es an Partikel gebunden nur langsam abgebaut wird.

## Eigenschaften
Benzo[ghi]perylen ist ein brennbarer gelber Feststoff, der praktisch unlöslich in Wasser ist.

## Verwendung
Benzo[ghi]perylen wird in geringer Menge für wissenschaftliche Zwecke und zur Herstellung von Farbstoffen, Pestiziden und anderen chemischen Verbindungen verwendet.

## Sicherheitshinweise
Das Bioakkumulationspotenzial von Benzo[ghi]perylen ist hoch. Darüber hinaus steht es im Verdacht, mutagen zu sein. Toxizität und Kanzerogenität können aufgrund fehlender Daten nicht eingestuft werden. Es gibt jedoch Hinweise auf Kanzerogenität. Benzo[ghi]perylen ist eines von 16 PAK, die von der U.S. EPA in die Liste der prioritären Schadstoffe (EPA-Liste) aufgenommen wurden und steht auf der EU-Liste von PAK, deren Untersuchung empfohlen wird.